# Рогашовці (община)
Община Рогашовці (словен. Občina Rogašovci) — одна з общин Словенії. Адміністративним центром є місто Рогашовці.

## Населення
У 2011 році в общині проживало 3219 осіб, 1559 чоловіків і 1660 жінок. Чисельність економічно активного населення (за місцем проживання), 962 осіб. Середня щомісячна чиста заробітна плата одного працівника (EUR), 869,99 (в середньому по Словенії 987.39). Приблизно кожен другий житель у громаді має автомобіль (49 автомобілі на 100 жителів). Середній вік жителів склав 41,1 роки (в середньому по Словенії 41.8). 